# Sordillos
Sordillos è un comune spagnolo di 23 abitanti situato nella comunità autonoma di Castiglia e León.

## Geografia
Il comune comprende le località di Mahallos e Sordillos.